# Guardia imperiale (Secondo Impero)
La guardia imperiale del secondo impero francese fu un'unità militare d'élite istituita da Napoleone III di Francia.

## Storia

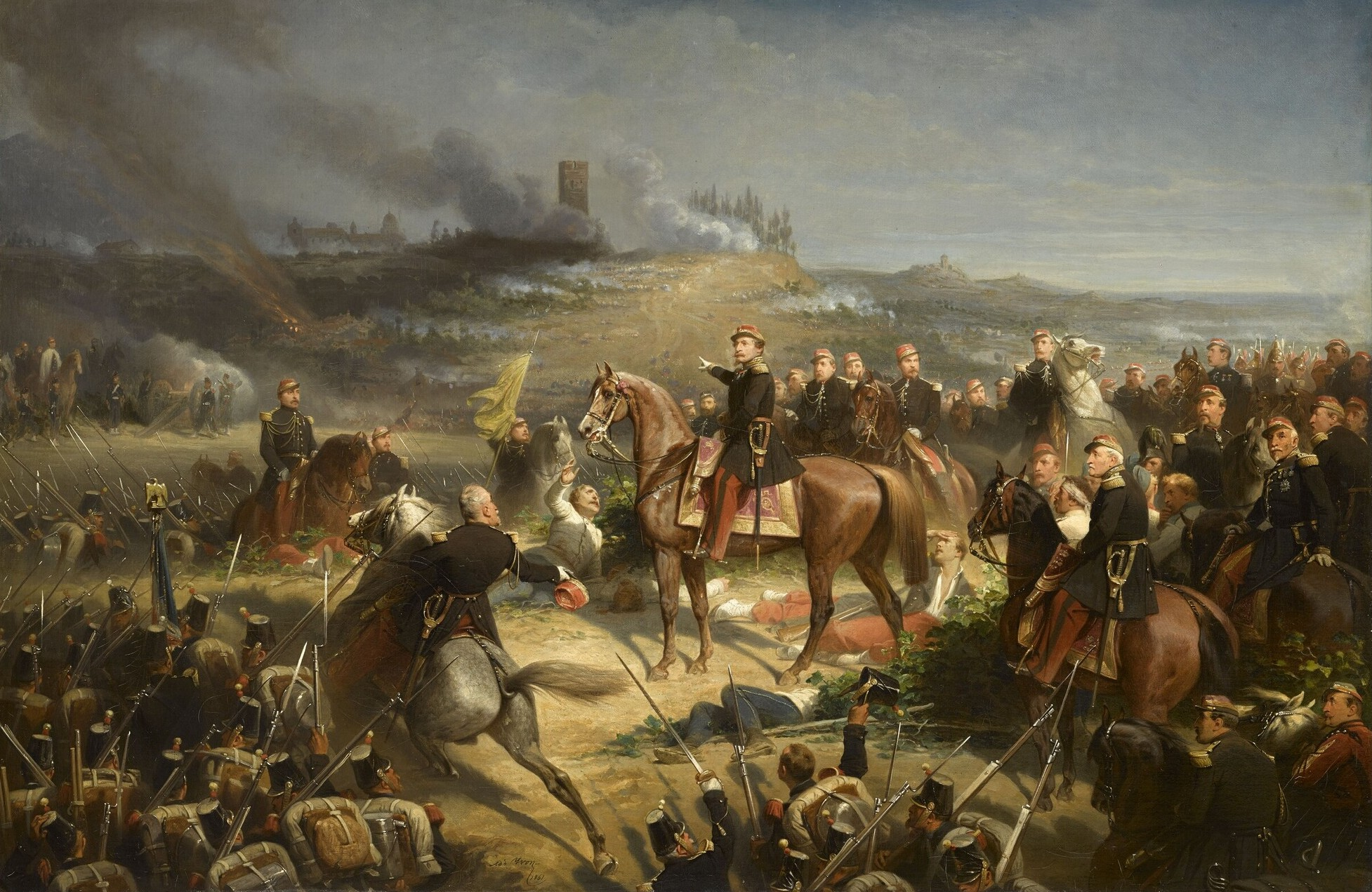
Battaglia di Solferino e San Martino, 24 giugno 1859: Napoleone III ordina al maresciallo Regnaud di impegnare in combattimento la guardia imperiale

L'imperatore Napoleone III di Francia volle creare un'unità simile alla gloriosa guardia imperiale del primo impero, e così emanò un decreto datato 1º maggio 1854 in cui si stabilì la sua istituzione.
Dotata delle stesse uniformi della precedente unità e con all'incirca gli stessi privilegi, la nuova guardia imperiale era costituita da un totale di 17 reggimenti tra cavalleria, artiglieria, fanteria e gendarmi a cavallo, oltre ad una divisione del genio militare. Napoleone III aggiunse nel 1855 un reggimento di zuavi con uniformi colorate di giallo anziché di rosso e blu come per gli altri tre reggimenti di zuavi facenti già parte dell'esercito dal 1852.
Sostennero duri combattimenti sostenuti contro l'Impero austriaco durante la Seconda guerra d'indipendenza in Italia, in particolare nelle battaglie di Magenta e Solferino e San Martino (durante la quale la Guardia fu tenuta inizialmente di riserva per essere impiegata solamente nel momento cruciale della battaglia, contribuendo notevolmente alla vittoria). In quest'ultima battaglia militava nel corpo anche lo statunitense Philip Kearny, divenuto poi generale. In seguio i circa 12.250 uomini della guardia imperiale di Napoleone III parteciparono alla disastrosa guerra franco-prussiana. Rimasti bloccati a Metz insieme all'armata del maresciallo Bazaine, respinta dentro la piazzaforte dopo la sconfitta di Gravelotte (in cui la Guardia, per ordine del suo comandante, generale Bourbaki, non venne impegnata in azione), vennero congedati dopo la fine dell'Impero di Napoleone III in seguito alla catastrofe di Sedan del 1º settembre 1870.